# Cattania haberhaueri
Cattania haberhaueri is een slakkensoort uit de familie van de Helicidae. De wetenschappelijke naam van de soort is voor het eerst geldig gepubliceerd in 1897 door Sturany.